# Одиночество любви
«Одиночество любви» — песня, написанная Алексеем Романоф и Александром Сахаровым. Композиция была выпущена, как сингл российской поп-группы «Винтаж» из их второго студийного альбома SEX, в 2008 году. Первоначально песня появилась в интернете под названием «От Москвы до Нью-Йорка». В 2009 году композиция получила награду «Золотой граммофон».

## Создание композиции
По словам Алексея Романоф, музыка к композиции была написана им после посещения одной из вечеринок в Москве. По его словам, он был огорчён тем, что не увидел на вечеринке «ни одного честного лица». В этот момент родилась идея композиции.

Накануне я побывал на вечеринке по случаю дня рождения одного довольно известного в шоу-бизнесе человека. И меня очень огорчило то, что я там увидел: ни одного честного лица, одни красивые коробочки, а внутри — пусто. Мишура! Ещё я немного выпил, и от всего вместе у меня наутро была такая лёгкая депрессия. (Смеётся.) Было тяжело на душе, я сел за пианино и за 15 минут написал «Одиночество любви», потом вместе с моим соавтором Сашей Сахаровым мы придумали текст. И я могу сказать: слава Богу, что то, о чём в песне поётся, меня самого не коснулось! Иначе ничего подобного я бы никогда не сочинил.— Алексей Романоф

## Музыка и лирика
Стилистически песня представляет собой симбиоз из различный стилей. В аранжировке присутствуют элементы этно-музыки (ситар), мощные басовые линии, более привычные для танцевальных песен, а также небольшие элементы бит-бокса. Сама музыка в песне имеет психоделическую форму, что приводит песню ближе к стилю психоделический поп. Куплеты песни примечательны тем, что в них отсутствует мелодия, но её заменяет яркий семпл, что не характерно для российской поп-музыки.
Смысл текста песни в том, что современные люди подчас не умеют любить и больше заботятся о материальном благополучии и собственной красоте, либо ведут промискьюционистский образ жизни. Как говорят сами участники группы, в видеоклипе на эту песню они хотели показать, что «миром правит силикон».

## Реакция критики
Алексей Мажаев из InterMedia посчитал, что в композиции не очень хорошо сочетаются две различные идеи. Как пишет автор рецензии: «Клип, где Анна Плетнёва аутентично изображает Барби, лучше было снять на какую-нибудь другую песню. Ибо невероятной красоты припев „Одиночества…“ с „кукольными“ куплетами совершенно не сочетается». На сайте портала Muz.ru дали позитивную оценку песне. Как написал Андрей Житенёв, отмечая интересные аранжировки альбома SEX, что наиболее показательна в этом отношении именно песня «Одиночество любви», которую «уже полтора года слушает всё прогрессивное человечество». Также был отмечен припев песни, который журналист назвал «потрясающе запоминающимся».

## Коммерческий успех сингла
Песня возглавила российский радиочарт и продержалась на первом месте две недели. Песня стала второй композицией коллектива, возглавившей данный чарт, после успеха песни «Плохая девочка».

## Список композиций
- Радиосингл[9]

| №  | Название                         | Автор(ы)                           | Длительность |
| -- | -------------------------------- | ---------------------------------- | ------------ |
| 1. | «Одиночество любви (radio edit)» | Александр Сахаров, Алексей Романоф | 3:51         |

## Чарты
| Страна/территория (Чарт)                    | Высшая Позиция |
| ------------------------------------------- | -------------- |
| СНГ (Tophit Общий Топ-100)                  | 1              |
| СНГ (Tophit Топ-100 по заявкам)             | 1              |
| Россия (Tophit Московский Топ-100)          | 4              |
| Россия (Tophit Санкт-Петербургский Топ-100) | 9              |
| Украина (Tophit Киевский Топ-100)           | 11             |

| Страна/территория (Чарт, 2008)     | Высшая Позиция |
| ---------------------------------- | -------------- |
| СНГ (Tophit Общий Топ-100)         | 54             |
| Россия (Tophit Топ-100 по заявкам) | 38             |
| Украина (Tophit Киевский Топ-100)  | 23             |

| Страна/территория (Чарт, 2009)     | Высшая Позиция |
| ---------------------------------- | -------------- |
| СНГ (Tophit Общий Топ-100)         | 74             |
| Россия (Tophit Топ-100 по заявкам) | 95             |
| Украина (Tophit Киевский Топ-100)  | 168            |